# Lincoln Experimental Satellite

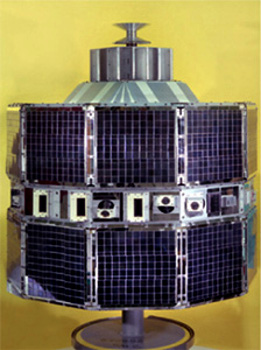
LES-4

La série Lincoln Experimental Satellite a été conçue et fabriquée par le Laboratoire Lincoln du Massachusetts Institute of Technology entre 1965 et 1976, sous le parrainage de l'USAF, pour tester des dispositifs et techniques de communication par satellite.

## Développement
Après le développement et le déploiement réussis du Projet West Ford, un système de communication passif composé d'aiguilles de cuivre en orbite, le Laboratoire Lincoln s'est tourné vers l'amélioration des communications spatiales par satellite actif. Lincoln visait à augmenter la capacité de transmission des satellites de communication (en «liaison descendante»), limitée par leur taille. Après avoir reçu une charte en 1963 pour démontrer des communications spatiales militaires, Lincoln a exploré diverses solutions techniques, incluant des antennes améliorées, la stabilisation orbitale et des systèmes de modulation/démodulation.

## Caractéristiques
| Caractéristique               | Détail |
| ----------------------------- | --- |
| Nom du projet                 | Lincoln Experimental Satellite (LES) |
| Organisation de développement | MIT Lincoln Laboratory |
| Sponsor                       | United States Air Force (USAF) |
| Nombre de satellites          | 9 satellites (LES-1 à LES-9) |
| Période de lancement          | 1965 à 1976 |
| Objectif                      | Test de dispositifs et techniques de communication par satellite |
| Bande de fréquence            | - Bande X (7 à 8 GHz) utilisée par LES-1, LES-2, et LES-4 - Bande K (36 à 38 GHz) pour inter-satellite entre LES-8 et LES-9 - UHF pour les liaisons montantes et descendantes |
| Problèmes de lancement        | - LES-1, LES-2 : Défaillance d'un étage d'appoint (orbite circulaire de 2 800 km) - LES-3, LES-4 : Problème de lancement (orbite de transfert) |
| Orbite réussie                | - LES-5, LES-6, LES-8, LES-9 : Orbite géostationnaire - LES-9 : Orbite elliptique pour les communications des bouées environnementales |
| Technologies testées          | - Antennes améliorées - Stabilisation des satellites en orbite - Systèmes de modulation et de correction d'erreurs - Propulseurs à plasma pulsé (initialement prévus pour LES-8 et LES-9, remplacés par des propulseurs à gaz) - Alimentation par MHW-RTG (générateurs thermiques) sur LES-8 et LES-9 - Tordeurs magnétiques pour la stabilisation - Lien inter-satellite (36 à 38 GHz) démontré sur LES-8 et LES-9 - Équipements radio à semi-conducteurs pour la bande X sur LES-1 à LES-4 |